# Université de Yamanashi
L'université de Yamanashi (山梨大学, Yamanashi Daigaku, couramment abrégée en Nashidai, 梨大) est une université nationale japonaise, située à Kōfu dans la préfecture de Yamanashi.

## Historique
L'université est créée en 1949 par la fusion de structurant existantes antérieurement. En 2002, cette même université fusionne avec l'université de médecine de Yamanashi, mais conserve le même nom.

## Composantes
L'université est structurée en facultés de 1er cycle (学部, gakubu), qui ont la charge des étudiants de 1er cycle universitaire, et en facultés de cycles supérieurs (研究科, kenkyūka), qui ont la charge des étudiants de 2e et 3e cycle universitaire.

### Facultés de1ercycle
L'université compte 3 facultés de 1er cycle (学部, gakubu).
- Faculté d'éducation et de sciences humaines
- Faculté de médecine
- Faculté d'ingénierie

### Facultés de cycles supérieur
L'université compte 3 facultés de cycles supérieurs (研究科, kenkyūka).
- Faculté d'éducation
- Faculté d'éducation de médecine et d'ingénierie
- Faculté de cherche de médecine et d'ingénierie